# Blaesoxipha asiatica
Blaesoxipha asiatica är en tvåvingeart som beskrevs av Boris Borisovitsch Rohdendorf 1928. Blaesoxipha asiatica ingår i släktet Blaesoxipha och familjen köttflugor. Inga underarter finns listade i Catalogue of Life.